# حالات الاصابة بفيروس الايبولا في الولايات المتحدة
حدثت أربع حالات مؤكدة مختبريًا لمرض فيروس الإيبولا (المعروف باسم «إيبولا») في الولايات المتحدة في عام 2014. تم الإبلاغ عن 11 حالة، بما في ذلك هذه الحالات الأربع و 7 حالات تم إجلاؤها طبيًا من بلدان أخرى. تم الإبلاغ عن الحالة الأولى في سبتمبر 2014. أصيب تسعة أشخاص بالمرض خارج الولايات المتحدة وسافروا إلى البلاد، إما كمسافرين عاديين على الخطوط الجوية أو كأشخاص تم إجلاؤهم لأسباب طبية؛ من هؤلاء التسعة مات اثنان. أصيب شخصان بفيروس إيبولا في الولايات المتحدة. كلاهما كانا ممرضين يعالجان مريضاً بالإيبولا. تعافى كلاهما
في 30 سبتمبر 2014، أعلنت المراكز المختصه بالسيطرة على الامراض أن مواطن يزور الولايات المتحدة من ليبيريا، تم تشخيص إصابته بالفايروس بحلول 4 أكتوبر، تدهورت حالة دنكان من حالة «خطيرة لكنها مستقرة» إلى «حرجة». في 8 أكتوبر، توفي دنكان بسبب إيبولا.
- 11 أكتوبر 2014، الممرضة، نينا فام، التي قدمت الرعاية إلى دنكان في المستشفى.
- 14 أكتوبر 2014، أمبر جوي فينسون، ممرضة أخرى عالجت دنكان.

تم اختبار مئات الأشخاص أو مراقبتهم بحثًا عن احتمال اصابتهم بالفايروس، لكن الممرضتين كانتا الحالتين المؤكدة الوحيدة للإيبولا المنقولة محليًا.
لم يمت أي شخص أصيب بفيروس إيبولا أثناء وجوده في الولايات المتحدة. لم يتم تشخيص حالات جديدة في الولايات المتحدة بعد خروج سبنسر من مستشفى بلفيو في 11 نوفمبر 2014.
 

## الحالات التي تم تشخيصها في الولايات المتحدة

### الحالة الأولى: توماس إريك دنكان

#### توماس إريك دنكان من ليبيريا
كان من بلده مونوفريا، البلد الأكثر تضرراً من الفايروس. عمل دنكان كسائق شخصي للمدير العام لاحدى الشركات
في 15 سبتمبر 2014، لم تتمكن عائلة مارثالين ويليامز، التي توفيت لاحقًا بالفايروس، من استدعاء سيارة إسعاف لنقل الحامل ويليامز إلى المستشفى. ساعد دنكان، المستأجر، في نقل ويليامز بسيارة أجرة إلى جناح علاج الإيبولا في مونروفيا. ركب دنكان سيارة الأجرة إلى جناح العلاج مع ويليامز ووالدها وشقيقها.

#### مرض دنكان فيدالاس

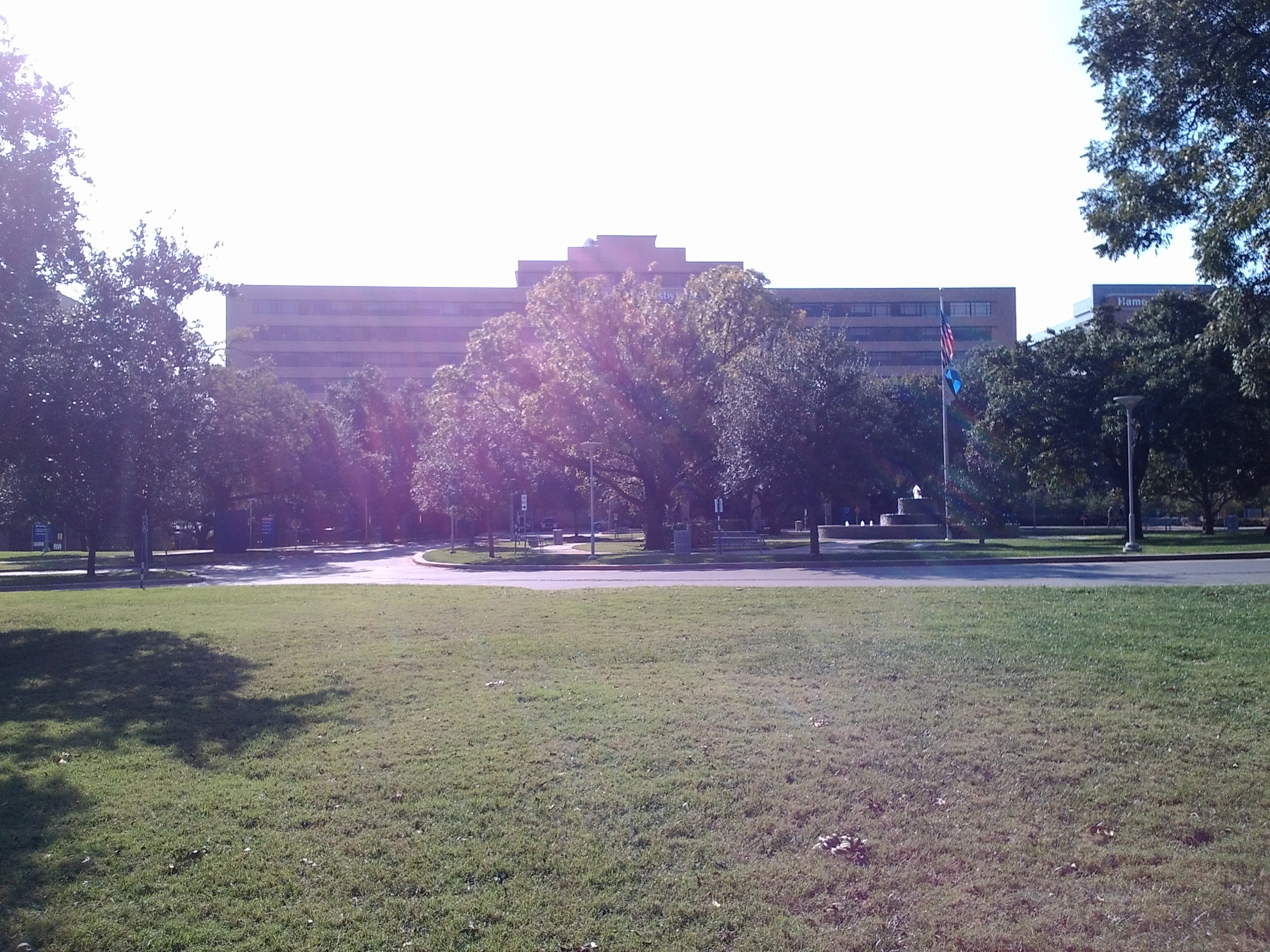
مستشفى تكساس المشيخي ، حيث عولج دنكان

بدأ دنكان يعاني من الأعراض في 24 سبتمبر 2014، ووصل إلى غرفة الطوارئ في مستشفى تكساس، سألت ممرضة الفرز دنكان عن أعراضه، وأبلغ دنكان عن شعوره "بألم في البطن، ودوخة، وغثيان، وصداع ". سجلت الممرضة حمى بلغت 37 
ساءت حالة دنكان، وتم نقله في 28 سبتمبر إلى نفس غرفة الطوارئ في مستشفى تكساس هيلث بريسبتريان بواسطة سيارة إسعاف. وصل دنكان إلى غرفة الطوارئ، ويعاني من الإسهال وآلام في البطن والحمى. في غضون خمس عشرة دقيقة، لاحظ أحد الأطباء أن دنكان جاء مؤخرًا من ليبيريا ويحتاج إلى اختبار فيروس إيبولا. وصف الطبيب اتباع "بروتوكول صارم بما في ذلك ارتداء قناع وثوب وقفازات. في يوم ما اتصل الطبيب بمركز السيطرة على الأمراض مباشرة. بحلول 9:40 p.m. ، كان دنكان يعاني من الإسهال المتفجر والقيء المقذوف. في 8:28 a.m. من صباح اليوم التالي، لاحظ الطبيب أن دنكان "يبدو أنه يتدهور". بحلول 11:32 a.m. ، كان دنكان يعاني من إجهاد شديد بما يكفي لمنعه من استخدام المرحاض بجانب السرير. في وقت لاحق من ذلك اليوم، تم نقل دنكان إلى قسم العناية المركزة بعد إجلاء جميع المرضى الآخرين. في اليوم التالي، 30 سبتمبر، تم تشخيص دنكان بمرض فيروس الإيبولا بعد نتيجة اختبار إيجابية.
تم تأكيد تشخيص علنًا خلال مؤتمر صحفي في نفس اليوم. في ذلك المساء، أبلغ دنكان عن شعوره بتحسن وطلب مشاهدة فيلم. في صباح اليوم التالي، كان دنكان يتنفس بسرعة ويشكو من «الألم في كل مكان». ومع ذلك، بحلول فترة ما بعد الظهر، كان قادرًا على تناول الطعام، ولاحظ الطبيب أنه كان يتحسن. في اليوم التالي، 3 أكتوبر، أبلغ دنكان مرة أخرى عن الشعور بألم في البطن. في ذلك المساء، اتصلت المستشفى بشركة، وهي شركة للتكنولوجيا الحيوية
في 5 أكتوبر / تشرين الأول، أعلن مركز السيطرة على الأمراض انه فقد أثر رجل مشرد كان في نفس سيارة الإسعاف مثل دنكان. وأعلنوا أن الجهود جارية للعثور على الرجل ووضعه في بيئة مراقبة مريحة ورحيمة. في وقت لاحق من ذلك اليوم، أعلن مركز السيطرة على الأمراض أنه تم العثور على الرجل وتجري مراقبته.
ربما كان ما يصل إلى 100 شخص قد اتصلوا بأولئك الذين كانوا على اتصال مباشر مع دنكان بعد ظهور الأعراض عليه. قام مسؤولو الصحة في وقت لاحق بمراقبة 50 شخصًا منخفضًا و 10 اتصالات عالية الخطورة، وكان الأشخاص ذوو الخطورة العالية هم أفراد عائلة دنكان المقربون وثلاثة من عمال الإسعاف الذين نقلوه إلى المستشفى. كان كل شخص على اتصال مع دنكان يخضع للمراقبة يوميًا لمراقبة أعراض الفيروس حتى 20 أكتوبر، عندما أزال مسؤولو الصحة 43 من أصل 48 مخالطًا لتوماس دنكان من العزل. في 7 نوفمبر 2014، تم إعلان دالاس رسميًا «خالية من الإيبولا» بعد أن تجاوز 177 شخصًا خضعوا للمراقبة حد 21 يومًا دون أن يمرضوا.
في 2 أكتوبر / تشرين الأول، قالت السلطات الليبيرية إن بإمكانها مقاضاة دنكان إذا عاد لأنه قبل السفر بالطائرة ملأ استمارة ذكر فيها زوراً أنه لم يكن على اتصال بقضية إيبولا قبل وفاته، ادعى دنكان بوقاحة أنه لم يكن يعلم وقت صعود الطائرة أنه تعرض للإيبولا؛ قال إنه يعتقد أن المرأة التي ساعدها كانت تعاني من إجهاض، وهو ما يتعارض مع الروايات المؤيدة من أفراد الأسرة الذين ساعدوا أيضًا في نقل المرأة إلى جناح الإيبولا.
وقالت أسرة دنكان إن الرعاية التي تلقاها دنكان كانت في أحسن الأحوال «غير كفؤة» وفي أسوأ الأحوال «بدوافع عنصرية». هدد أفراد الأسرة باتخاذ إجراءات قانونية ضد المستشفى حيث تلقى دنكان العلاج. أصدر مستشفى تكساس هيلث بريسبتريان بياناً، «قدم فريق رعايتنا للسيد دنكان نفس المستوى العالي من الاهتمام والرعاية التي سيُمنحها أي مريض، بغض النظر عن الجنسية أو القدرة على دفع تكاليف الرعاية. لدينا تاريخ طويل في التعامل مع مجتمع متعدد الثقافات في هذا المجال.» أنفق المستشفى ما يقدر بنحو 500000 دولار على علاج دنكان. لم يكن لديه تأمين صحي.
قال مسؤولون في مستشفى تكساس المشيخي إن المستشفى أصبح مثل «مدينة أشباح» حيث ألغى المرضى العمليات الجراحية المقررة وتجنب أولئك الذين يسعون للحصول على رعاية الطوارئ غرفة الطوارئ.
رد الفعل على رعاية وعلاج توماس دنكان، وما تلاه من انتقال إلى اثنين من الممرضات في فريق رعايته، دفع العديد من المستشفيات إلى التساؤل عن مدى التزامهم بعلاج مرضى الإيبولا. المناقشات حول تقليص العلاج، التي تدير المستشفيات في ولاية بنسلفانيا، التي تدير مرافق في ولاية يوتا، وفقًا للمتحدثين باسمهم. يحيط قلقهم بالواقع المتمثل في أن المستشفيات التي تعاني من نقص الموظفين وسوء التجهيز والتي تقوم بإجراءات غازية، مثل غسيل الكلى والتنبيب، وكلاهما تلقاه دنكان في تكساس المشيخية، قد يعرض الموظفين لخطر كبير للإصابة بالفيروس. استخدم مستشفى جامعة إيموري في أتلانتا أيضًا غسيل الكلى في علاج المرضى في وحدة الاحتواء الحيوي الخاصة بهم، ولكن لم يُصاب أي من العاملين في مجال الرعاية الصحية بالعدوى.

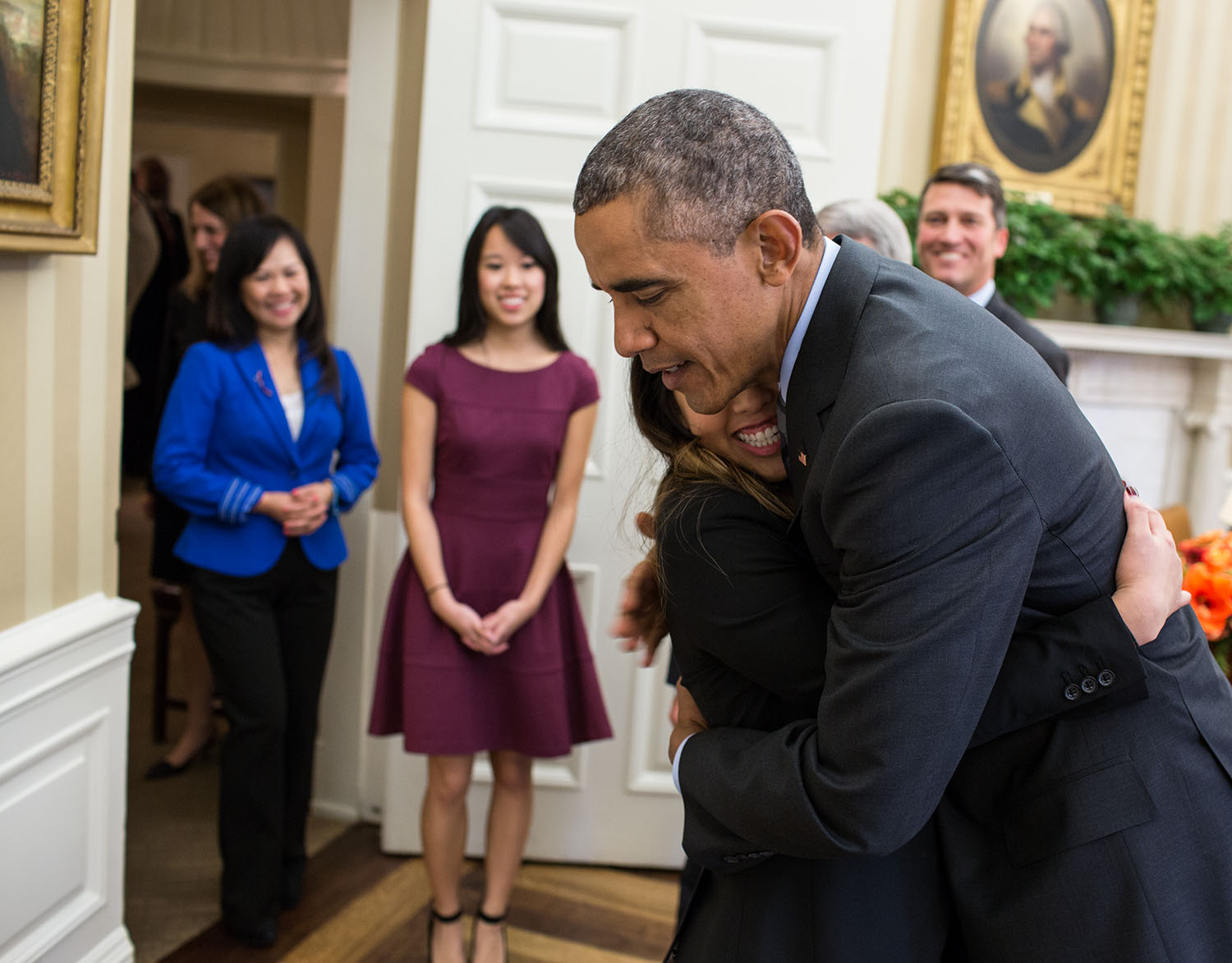
الرئيس أوباما يحتضن نينا فام في البيت الأبيض بعد علاجها في المعاهد الوطنية للصحة في بيثيسدا بولاية ماريلاند.

في ليلة 10 أكتوبر / تشرين الأول، أبلغت نينا فام، الممرضة البالغة من العمر 26 عامًا والتي عالجت دنكان في مستشفى تكساس هيلث برسبيتريان، عن إصابتها بحمى منخفضة الدرجة وتم وضعها في عزلة. في 11 أكتوبر، أثبتت إصابتها بفيروس الإيبولا، لتصبح أول شخص يصاب بالفيروس في الولايات المتحدة في 12 أكتوبر، أكد مركز السيطرة على الأمراض نتائج الاختبار الإيجابية.
.

#### الخلافات والدعوى
توم فريدن، مدير مركزالسيطرة على الامراض، ألقى باللوم في البداية على خرق البروتوكول في العدوى. قال كبير المسؤولين الطبيين بالمستشفى، الدكتور دان فارجا، إن جميع الموظفين قد اتبعوا توصيات مركز السيطرة على الأمراض. قالت بوني كوستيلو من اتحاد الممرضات، «أنت لا تكبش فداء ولا تلوم عندما يكون لديك تفشي مرض. لدينا فشل في النظام. هذا ما يتعين علينا تصحيحه». تحدث فريدن لاحقًا لـ «توضيح» أنه لم يجد «خطأ في المستشفى أو عامل الرعاية الصحية». انتقدت منظمة الممرضات الوطنية المتحدة المستشفى لافتقارها إلى بروتوكولات الإيبولا والمبادئ التوجيهية التي كانت «تتغير باستمرار».انتقدت بريانا أغيري، الممرضة التي اعتنت بنينا فام، المستشفى في ظهورها في برنامج توداي شو على إن بي سي. قالت أغيري إنها وآخرين لم يتلقوا التدريب المناسب وأن المستشفى لم يقدم بروتوكولات متسقة للتعامل مع مرضى الإيبولا المحتملين في الأسبوع الثاني من الأزمة. أشار تقرير إلى أن العاملين في مجال الرعاية الصحية لم يرتدوا بدلات خطرة حتى أكدت نتائج اختبار دنكان إصابته بالإيبولا، بعد يومين من دخوله المستشفى. قالال فريدن في وقت لاحق إن مركز السيطرة على الأمراض كان يمكن أن يكون أكثر قوة في إدارة والسيطرة على الفيروس في المستشفى.